# Enigma-Steckerbrett

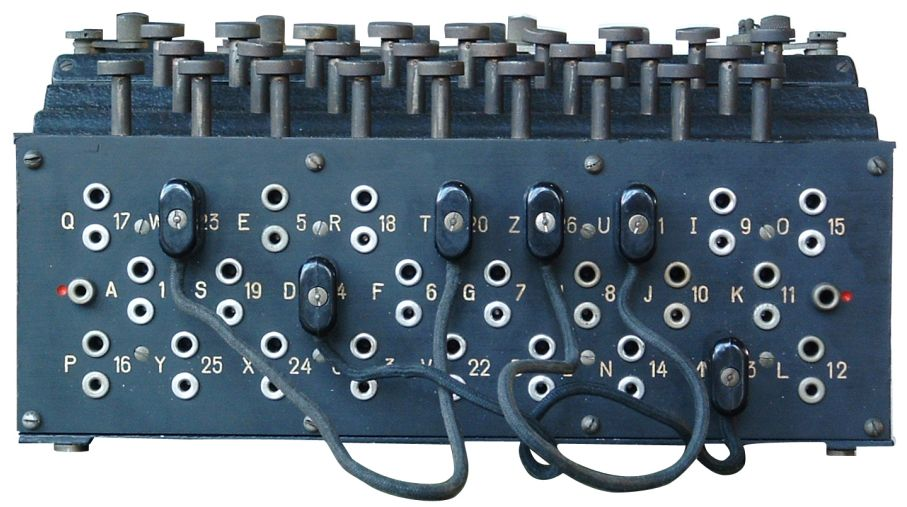
Das Steckerbrett wurde erst 1928 als geheime Zusatzeinrichtung für die militärisch genutzte Enigma I hinzugefügt.

Das Enigma-Steckerbrett ist eine (damals geheime) kryptographische Zusatzeinrichtung, über die die von der Wehrmacht im Zweiten Weltkrieg militärisch genutzten Enigma-Modelle verfügten.

## Vorgeschichte
Die Enigma ist eine Rotor-Schlüsselmaschine, die noch während der Zeit des Ersten Weltkriegs von Arthur Scherbius, einem  promovierten Elektroingenieur und erfolgreichen Unternehmer, erfunden wurde. Sein erstes Patent hierzu stammt vom 23. Februar 1918. Die ersten Probemaschinen (1918) und auch die ersten in Serie gefertigten Modelle, wie die Handelsmaschine (1923), die Enigma-A (1924), Enigma-B (1924), Enigma-C (1925) und Enigma-D (1926), verfügten jedoch noch über kein Steckerbrett.
Die Verwendung eines Steckerbretts wurde erst in den Jahren 1927 und 1928 in mehreren Besprechungen zwischen Vertretern des Reichswehrministeriums (RWM) und Vertretern der Herstellerfirma Chiffriermaschinen AG (ChiMaAG) festgelegt. In einer dieser Besprechungen, die am 17. Februar 1928 stattfand, wurde das RWM durch zwei Offiziere vertreten, Georg Schröder und Walther Seifert, sowie durch den Kryptoanalytiker Wilhelm Fenner, alle von der Chi-Stelle (Chi) der Reichswehr. Die ChiMaAG wurde repräsentiert durch Elsbeth Rinke und Willi Korn.
Die Reichswehr beabsichtigte, die Enigma als militärischen Maschinenschlüssel einzusetzen, daher legte sie großen Wert auf hohe Sicherheit, also Entzifferungsfestigkeit. Die Vertreter des Ministeriums schlugen vor, die kryptographische Sicherheit der Verschlüsselung dadurch zu verbessern, dass eine geheime Zusatzeinrichtung an der Frontplatte der Maschine angebracht werden sollte, die eine zusätzliche Permutation (Buchstabenvertauschung) bewirkte. Dies sollte mithilfe von „Stöpseln“ geschehen, ähnlich wie es früher das „Fräulein vom Amt“ mithilfe des Klappenschranks bei der Handvermittlung von Telefongesprächen machte. Wie genau dieses „Stöpselbrett“ bei der Enigma aussehen sollte, war 1927 und auch Anfang 1928 zunächst noch unklar. Die technische Ausgestaltung sollte durch die ChiMaAG erfolgen. Klar war jedoch, dass es sich dabei um eine Idee des RWMs handelte, das großen Wert auf sein geistiges Eigentum legte, und dies mit der ChiMaAG in einer Vereinbarung vom 2. Mai 1927 so festgelegt hatte. Das RWM verfügte, dass „sein“ Steckerbrett als geheime Zusatzeinrichtung exklusiv nur für militärisch genutzte Modelle verwendet werden durfte.
Erst im Jahr 2017 wurde durch Paul Reuvers und Marc Simons vom niederländischen Crypto Museum in Zusammenarbeit mit dem norwegischen Historiker und Amateurkryptologen Frode Weierud herausgefunden, dass das Steckerbrett der Enigma nicht von Anfang an so konzipiert war und auch zunächst nicht so realisiert wurde, wie es dann später aussah. Es durchlief vielmehr drei Entwicklungsschritte mit drei verschiedenen Versionen.

## Erste Version
Im Oktober 2009 fiel Tom Perera vom amerikanischen EnigmaMuseum bei der Restaurierung eines frühen Enigma-Exemplars auf, dass das Gussteil der Bodenplatte und des Tastaturfelds seltsame kreisförmige Ausschnitte aufwies, die anscheinend irgendwann verwendet worden waren. Da sich diese Ausschnitte hinter dem Steckerbrett befinden, sind sie im montierten Zustand der Maschine nicht zu sehen. Weitere Untersuchungen im Crypto Museum zeigten, dass auch andere frühe Maschinen (Seriennummern A366–A765) diese kreisförmigen Ausschnitte aufwiesen, die bei späteren Exemplaren nicht (mehr) vorhanden sind. Die Ausschnitte lassen sich in Kombination zu zwei zylinderförmigen Aussparungen mit jeweils achtzig Millimetern Durchmesser ergänzen.
Aus einer Aktennotiz von Willi Korn und Elsbeth Rinke ließ sich schließen, dass die kreisförmigen Ausschnitte wahrscheinlich für die erste Version eines Steckbretts bestimmt waren, bei dem 26 einpolige Buchsen in zwei Kreisen zu jeweils 13 Buchsen angeordnet waren:
```
             1                        14              

         13      2                26      15          

       12          3            25          16        

      11            4          24            17       

       10          5            23          18        

         9       6                22       19         

           8   7                    21  20            
```

Vermutlich wurden gewöhnliche Bananenbuchsen (⌀ 4 mm) verwendet, in die entsprechende Bananenstecker, jeweils mit einem unterschiedlichen Buchstaben des Alphabets markiert, „gestöpselt“ werden konnten. Die Stecker befanden sich an Kabelenden, die im Inneren jedes der beiden Kreise angeordnet waren. Dieses Konzept erlaubte die Permutation jedes der dreizehn ersten Buchstaben (A bis M) des lateinischen Alphabets untereinander sowie die Permutation jedes der dreizehn letzten Buchstaben (N bis Z) untereinander. Hierzu passend beziffert die Aktennotiz die Anzahl der insgesamt möglichen unterschiedlichen Kombinationen mit „13! mal 13!“, also 38.775.788.043.632.640.000.
Wie man heute weiß, gab es hierzu bereits am 28. März 1927 eine erste wichtige Besprechung im RWM. Dabei empfingen Fenner und Seifert dort ihren Gesprächspartner, Direktor Bruno Weigandt, Vorstandsmitglied der ChiMaAG. In einer geheimen „Vorläufigen Abmachung“ wurde unter anderem vereinbart, dass zwischen Tastatur und Eintrittswalze (ETW) ein „Schaltbrett“ eingefügt werden soll. Daraus wurde die hier beschriebene erste Version des Steckerbretts.

## Zweite Version
Nachdem bereits vierhundert Maschinen entsprechend der ersten Version hergestellt worden waren, verwarf die Reichswehr jedoch dieses Konzept, vermutlich, weil die jeweils auf eine Hälfte des Alphabets beschränkten Permutationen als eine erhebliche kryptographische Schwäche erkannt worden waren. Daraufhin erarbeitete die ChiMaAG eine neue Version und schlug dem RWM in eine Besprechung am 7. Februar 1928 die folgende Lösung vor:
```
  1  2  3  4  5  6  7  8  9 10 11 12 13 

 14 15 16 17 18 19 20 21 22 23 24 25 26 

  A  B  C  D  E  F  G  H  I  J  K  L  M 

  N  O  P  Q  R  S  T  U  V  W  X  Y  Z 
```

Hierbei gibt es für jeden der 26 Buchstaben des Alphabets zwei Mal in jeweils zwei Reihen Bananenbuchsen, insgesamt also vier Reihen mit jeweils 13 Buchsen. In der oberen Hälfte sind die Buchsen durchnummeriert (1 bis 26) und in der unteren Hälfte mit Buchstaben bezeichnet (A bis Z). Nun kann und muss jede Buchse aus der oberen Hälfte mithilfe eines gewöhnlichen einpoligen Kabels, das auf beiden Seiten Bananenstecker aufweist, mit einer beliebigen Buchse aus der unteren Hälfte verbunden werden. Insgesamt stehen 26 „Bananenkabel“ zur Verfügung, die ausreichend lang sind, um auch extrem weit voneinander entfernte Buchsen (wie 1 und Z) miteinander verbinden zu können. Es ist wichtig, dass hier stets jede der oberen Buchsen mit einer der unteren verbunden wird. Keine Buchse darf offen bleiben und niemals darf eine Buchse mit einer anderen in derselben Hälfte (oben oder unten) verbunden werden, da es sonst zu Fehlfunktion kommen würde.
Aus bedientechnischer Sicht sind das sicher Nachteile. Im „Feldeinsatz“ wären vermutlich oft Flüchtigkeitsfehler passiert, insbesondere auch, weil ein mit 26 Kabeln und 52 Buchsen voll gestecktes Brett sehr unübersichtlich aussieht und sich nur mühsam auf Korrektheit überprüfen lässt. Vom kryptographischen Standpunkt aus, stellte diese Lösung allerdings das Non plus ultra dar, denn sie schöpft das kombinatorische Potenzial des Steckerbretts voll aus. Die Anzahl der insgesamt möglichen unterschiedlichen Steckkombinationen beträgt hier 26! = 403.291.461.126.605.635.584.000.000, ist also um den Faktor 10.400.600 größer als bei der ersten Version.
Wilhelm Fenner überprüfte die Bedienung persönlich und war in der Lage, das komplette Brett nach einem ihm vorher unbekannten Schema in weniger als drei Minuten vollständig und fehlerfrei zu stecken. Dennoch war man einhellig der Meinung, dies sei für den praktischen Einsatz zu kompliziert und zu fehlerträchtig. Deshalb wurde dieser Vorschlag der ChiMaAG durch das RWM verworfen.

## Dritte Version

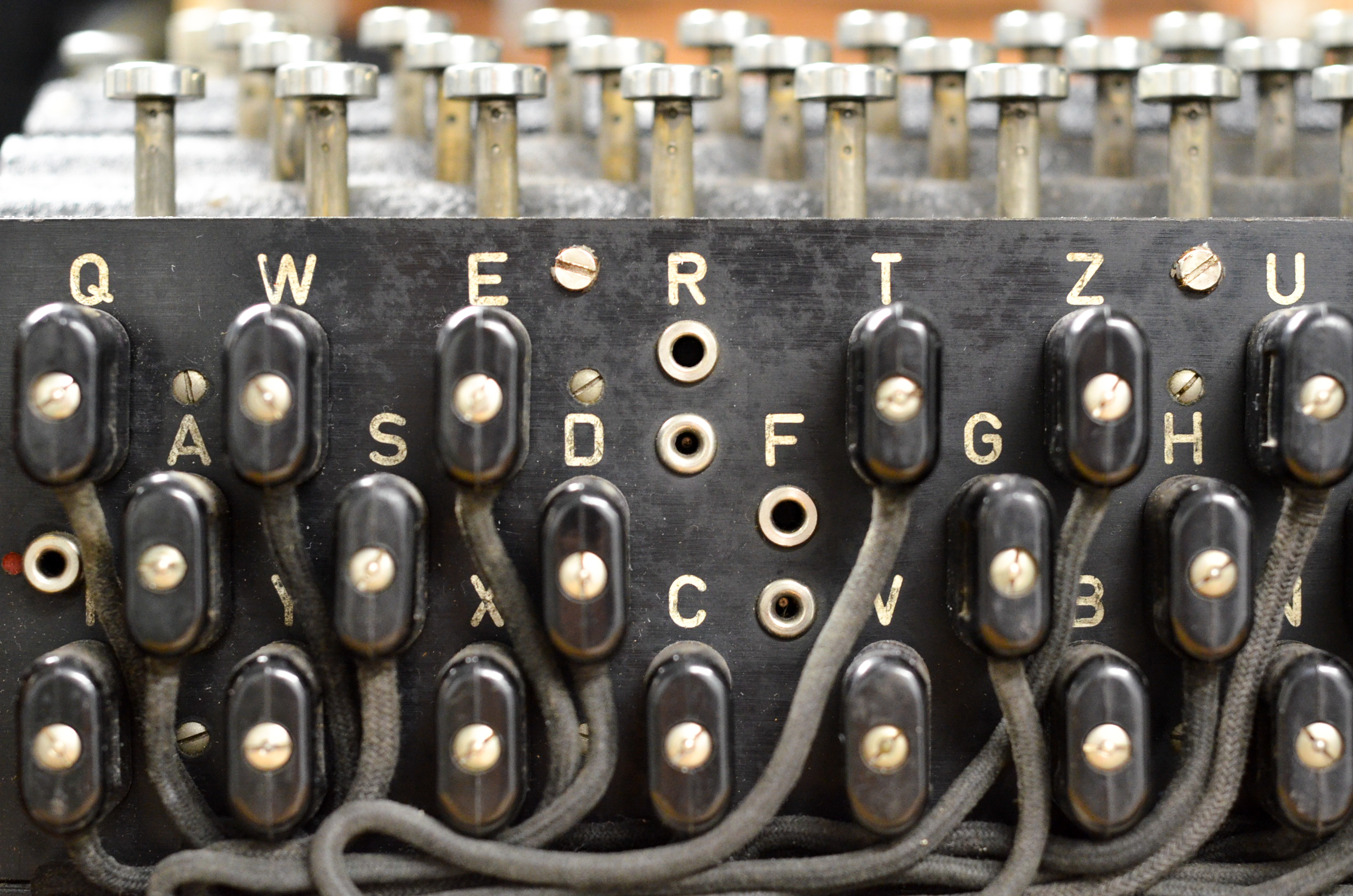
Ein nahezu vollständig „gesteckertes“ Enigma-Steckerbrett. Man erkennt beispielsweise beim hier „ungesteckerten“ Buchstaben R, dass die obere Buchse des Buchsenpaars einen größeren Durchmesser aufweist als die untere.

Das RWM selbst, in Person von Reg.-Rat Fenner, Maj. Schröder und Oblt. Seifert, erarbeitete eine neue Lösung, bei der doppelpolige Überkreuzkabel zum Einsatz kamen und 26 doppelpolige Buchsen an der Front der Maschine ähnlich wie bei einer deutschen Schreibmaschinentastatur angeordnet wurden:
```
 Q   W   E   R   T   Z   U   I   O 

   A   S   D   F   G   H   J   K 

 P   Y   X   C   V   B   N   M   L 
```

Die jeweils obere Buchse eines Buchsenpaars hat einen etwas größeren Durchmesser (4 mm) als die untere (3 mm), so dass die Stecker nur in einer Orientierung eingesteckt werden können. Diese Ausgestaltung des Steckerbretts wurde kurz darauf, am 9. August 1928, von der Reichswehr exklusiv für die militärisch genutzten Enigma-Maschinen eingeführt, und später von der Wehrmacht so übernommen. Ab 1. Juni 1930 war es üblich, sechs doppelpolige Kabel zu stecken (im damaligen Jargon kurz als „sechs Stecker“ bezeichnet), also zwölf Buchstaben paarweise involutorisch zu vertauschen und die restlichen vierzehn „ungesteckert“ zu lassen. Dass hierbei die Anzahl der Vertauschungsmöglichkeiten deutlich geringer ist als bei der ersten oder zweiten Version, war den Besprechungsteilnehmern bereits 1927 klar. (Sie beträgt bei Verwendung von sechs Kabeln „nur“ 100.391.791.500 statt 38.775.788.043.632.640.000 oder gar 403.291.461.126.605.635.584.000.000.) „Sie haben sich aber aus betriebstechnischen Gründen entschlossen, diese astronomischen Zahlen aufzugeben.“
Ab 1. Oktober 1936 war vorgeschrieben, statt sechs nun fünf bis acht Stecker zu setzen. Am 1. Januar 1939 wurde die Anzahl auf sieben bis zehn Stecker erhöht. Und schließlich am 9. August 1939, unmittelbar vor Beginn des Zweiten Weltkriegs, wurden zehn Stecker vorgeschrieben. Dabei blieb es, bis auf wenige vereinzelte Ausnahmen, bis Kriegsende (1945).

## Nachgeschichte
Die dritte Version des Steckerbretts wurde ab so 1928 beibehalten und blieb stets nur den militärisch eingesetzten Modellen vorbehalten. Das waren die Enigma I (von 1930), die von Heer und Luftwaffe verwendet wurde, sowie die von der Kriegsmarine benutzten Enigma-M-Modelle, hauptsächlich die M3 (1939) und später die M4 (1942). Nur diese durften über ein Steckerbrett verfügen. Andere Modelle, wie beispielsweise die Enigma-K (1936), die 1938 speziell für die Schweizer Armee modifiziert worden war, sowie die von der deutschen Abwehr (Geheimdienst) verwendete Enigma-G (1936) und auch die speziell für den Nachrichtenverkehr mit dem verbündeten Kaiserreich Japan konzipierte Enigma-T (1942), mussten auf ein Steckerbrett verzichten.
Bei der beim Heer und der Luftwaffe eingesetzten Enigma I wurden die Buchsenpaare durch die 26 Buchstaben des Alphabets (A–Z) gekennzeichnet. Die Kriegsmarine mit ihrer Enigma M3 und M4 hingegen bevorzugte Zahlen (01–26). Auch bei der Länge der verpolungssicheren Doppelstecker gab es kleine Unterschiede: die der Enigma I waren 15 mm lang; die Stecker der Marine-Enigma hingegen 19 mm.

## Entzifferung
Wie man heute weiß, war die durch die doppelpoligen Überkreuzkabel eingeführte Involutorik der Steckerung ein schwerwiegender kryptographischer Fehler. Die so durch das Steckerbrett bewirkte selbstinverse Permutation bedeutet, dass wenn beispielsweise X durch U ersetzt wird, stets auch U durch X ersetzt wird.
Ein weiterer gravierender Fehler war, die Anzahl der gesetzten Stecker in den Jahren 1930 bis 1936 auf nur sechs zu begrenzen und somit vierzehn Buchstaben unvertauscht zu lassen. Aus diesem betriebstechnischen Grund hatte folglich das Steckerbrett für die Mehrzahl der 26 Alphabetbuchstaben überhaupt keine Wirkung. Besser wäre es gewesen, von Anfang an mindestens zehn Stecker zu nutzen.
Die Schwäche der vielen ungesteckerten Buchstaben erlaubte den polnischen Codeknackern des Biuro Szyfrów (deutsch „Chiffrenbüro“) um Marian Rejewski (1905–1980) bereits im Jahr 1932 den ersten Einbruch in die Enigma. Ab 1934 nutzten sie dazu ein spezielles kryptanalytisches Gerät, genannt Zyklometer, das ihnen die Arbeit erleichterte. Im Jahr 1938 kam die Bomba hinzu. Die Involutorik des Steckerbretts erleichterte auch später, während des Krieges (1939–1945), den britischen Codebreakers von Bletchley Park um Alan Turing (1912–1954) und Gordon Welchman (1906–1985) ihre Arbeit ganz wesentlich.
Wie Welchman später berichtete, befürchtete er während des Krieges am meisten, dass plötzlich einpolige Steckerverbindungen anstelle der doppelpoligen verwendet würden. So wäre die Involutorik des Steckerbretts verschwunden, was nach Welchman katastrophale Auswirkungen auf die Arbeit in Bletchley Park gehabt hätte. Ein Großteil der dort erarbeiteten Methodik inklusive des von Welchman selbst erfundenen diagonal board (deutsch Diagonalbrett) wäre nutzlos geworden. Er schreibt „the output of Hut 6 Ultra would have been reduced to at best a delayed dribble, as opposed to our up-to-date flood.“ (deutsch „der Ertrag der Ultra-Informationen aus Baracke 6 hätte sich im besten Fall auf ein verspätetes Tröpfeln reduziert, im Gegensatz zu unserer tagesaktuellen Flut.“)